# Sceliphron argentifrons
Sceliphron argentifrons là một loài côn trùng cánh màng trong họ Sphecidae, thuộc chi Sceliphron. Loài này được Cresson miêu tả khoa học đầu tiên năm 1865.